# إدوارد إي. رايس
إدوارد إي. رايس (بالإنجليزية: Edward E. Rice)‏ هو ملحن أمريكي، ولد في 21 ديسمبر 1847 في Brighton, Boston ‏ في الولايات المتحدة، وتوفي في 16 نوفمبر 1924 في نيويورك في الولايات المتحدة.

## وصلات خارجية
- إدوارد إي. رايس على موقع قاعدة بيانات برودواي على الإنترنت (الإنجليزية)
- إدوارد إي. رايس على موقع قاعدة بيانات برودواي على الإنترنت (الإنجليزية)